# Kerub

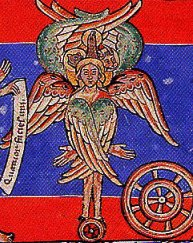
Medeltida illustration av en kerub.

Keruber, de visa (hebr. kerubim, plural: keruvim, geez:ኪሩብ፣  plural:ኪሩቤል) är bland- eller änglavarelser som uppträder bland annat i Bibeln.

## Historik och användning
De är beskrivna i Hesekiels bok, men även i flera andra fornorientaliska religioner. De beskrivs som en blandning mellan djur- och människogestalt, och i senare kristen änglamytologi anses de vara den näst högsta ordningen av änglar, efter serafer.
Keruber uppträder i Gamla Testamentet som väktare, där de till exempel vaktar paradisets portar och förbundsarken, samt som bärare av Guds tron. Keruber beskrivs i Hesekielboken (kapitel 1 och 10) i "en syn" som att de där har fyra ansikten: ett människoansikte, ett lejonansikte, ett tjuransikte (i Hesekiel 10:14 i stället ett "kerubansikte") och ett örnansikte , vilket också inom astrologi svarar mot zodiakens s. k. fasta teckenelement vattumannen, lejonet, oxen samt skorpionen/örnen. 
Dessutom har de i beskrivningarna fyra vingar med en mänsklig arm under var och en av dem. Med ett par av vingarna sluter de sig intill varandra, och med det andra paret täcker de sina kroppar. De har raka ben, med en kalvs klövar som fötter, och de glimmar som om de var av metall. De har varsitt flammande svärd. Keruberna omges av ögon och ikläds oftast en dräkt av påfågelfjädrar för att symbolisera intellektet.

## Barockkonst
Barockkonstens små nakna putti kallas ofta "keruber". Putti har dock ingen biblisk anknytning.